# Fusigobius inframaculatus
Fusigobius inframaculatus és una espècie de peix de la família dels gòbids i de l'ordre dels perciformes.

## Morfologia
- Els mascles poden assolir 4,6 cm de longitud total.
- Nombre de vèrtebres: 26.[4]

## Hàbitat
És un peix marí, de clima tropical i demersal que viu entre 2-30 m de fondària.

## Distribució geogràfica
Es troba a Chagos, Indonèsia, el Japó, Kenya, les Maldives, Maurici, Oman, Aràbia Saudita, Taiwan i Tonga.

## Observacions
És inofensiu per als humans.